# Slatina (Suceava)
Slatina è un comune della Romania di 5 237 abitanti, ubicato nel distretto di Suceava, nella regione storica della Moldavia.
Il comune è formato dall'unione di 3 villaggi: Găinești, Herla, Slatina.